# Komisja Służb Publicznych
Komisja Służb Publicznych – jeden z organów Centralnego Rządu Tybetańskiego powołany na mocy postanowień Karty Tybetańczyków na Uchodźstwie z 14 czerwca 1991 (art. 100 - 105) i utworzony 11 lutego 1992.
Jest sukcesorką powołanego w 1973 Departamentu Kadr. Jej kompetencje są jednak znacznie większe i obejmują zatrudnianie oraz mianowanie wszystkich pracowników CRT, przeprowadzanie szkoleń dla pracowników oraz przyjmowanych kandydatów na urzędników, rozstrzyganie sporów między zatrudnionymi, formułowanie zasad regulujących zatrudnienie poszczególnych osób, wszystkie kwestie związane z awansami, a także przechodzeniem poszczególnych funkcjonariuszy na emeryturę.
Członków Komisji Służb Publicznych w liczbie od 2 do 4 plus przewodniczący
powołuje na wniosek Tybetańskiego Zgromadzenia Przedstawicieli Ludowych Dalajlama na pięcioletnią kadencję. Spotkania komisji odbywają się przynajmniej raz w miesiącu. Aby decyzje na nich podjęte mogły być uznane za wiążące, wymagana jest obecność przynajmniej 3 osób.